# Туви (парк)
Парк Ту́ви (эст. Tuvi park) — парк в Таллине, столице Эстонии. Природоохранный объект.

## География и описание
Расположен в микрорайоне Тынисмяэ городского района Кесклинн, между улицами Тынисмяги, Веэторни, Тоом-Кунинга и Суур-Амеэрика. Площадь — 1,8 га.

## История
Нынешнее название парка Туви относительно позднее: парк так назван в честь прилегающей к нему улицы Туви. Последняя была так названа вероятно мастером-шорником Хьюго Александром Таубенхаймом (Hugo Aleksander Taubenheim), который жил в тех местах. 
Парк включает в себя земли бывших летних мыз (дач) Басти (нем. Basti), Фридхайм (нем. Friedheim) и Кёнингшталь (нем. Köningstahl) (от которой получила своё название улица Тоом-Кунинга).
В 1930-х годах в парке Туви была построена парадная лестница из известняка шириной шесть метров от парка до улицы Суур-Амеэрика. В 1950—1970 годы в парке располагался экспериментальный сад с теплицами, относившийся к Станции юных натуралистов. 
В 1970-е годы напротив парка, вдоль улицы Суур-Амеэрика были построены футбольный стадион  и спортплощадки (т. н. «Детский стадион»). Они были снесены в 2016 году для нужд строительства здания Суперминистерства и офисно-жилого квартала на улице Тоом-Кунинга.
Парк сильно пострадал во время шторма 1967 года.
От летних мыз сохранилось только несколько деревьев; в 1980-х годах парк был засажен новыми деревьями и затем запущен. В 2003 году парк был приведён в порядок и обновлён. В 2004 году парк был взят под государственную охрану.
Название  парка было официально утверждено 8 декабря 2010 года.

Парк Туви
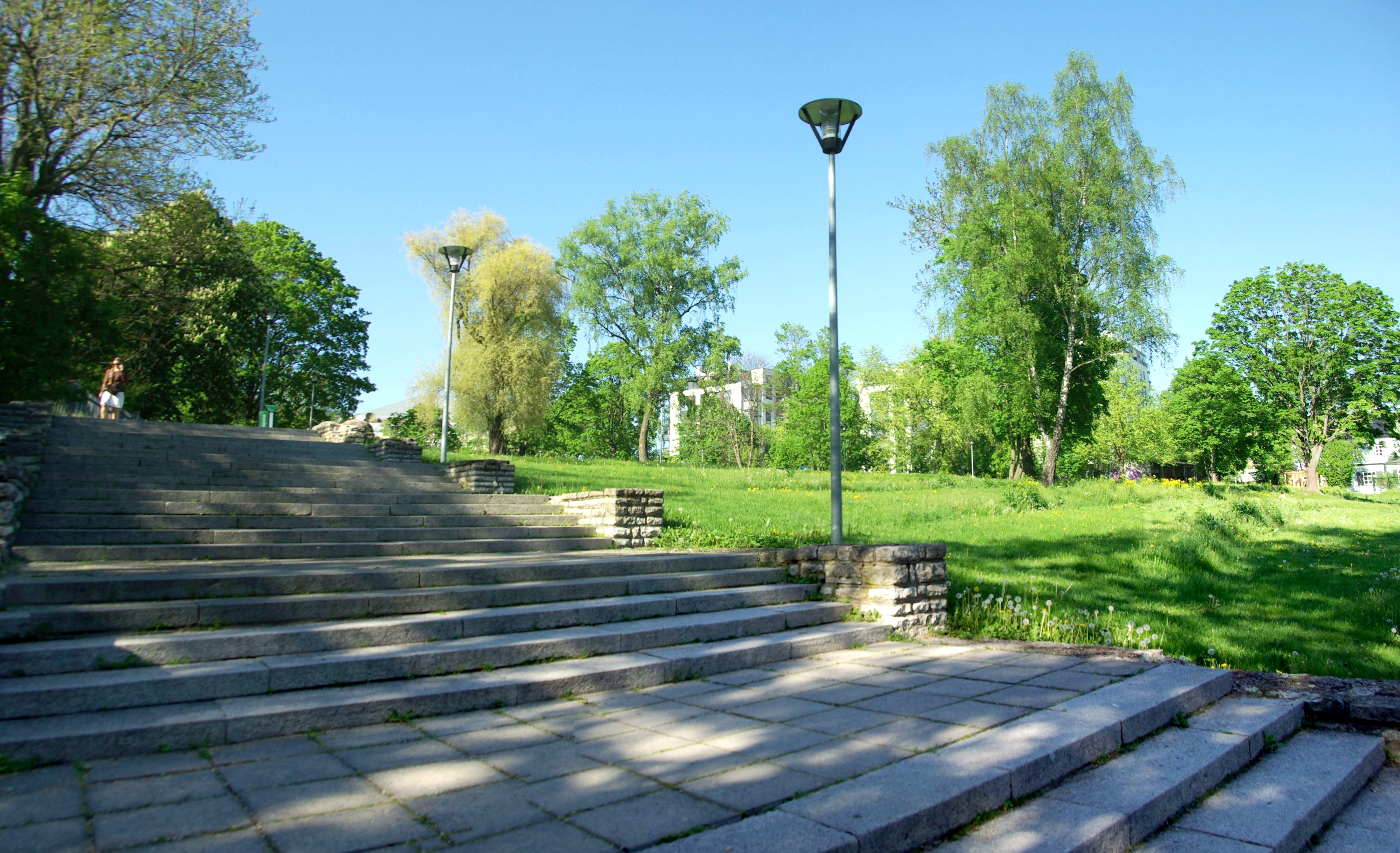
Лестница
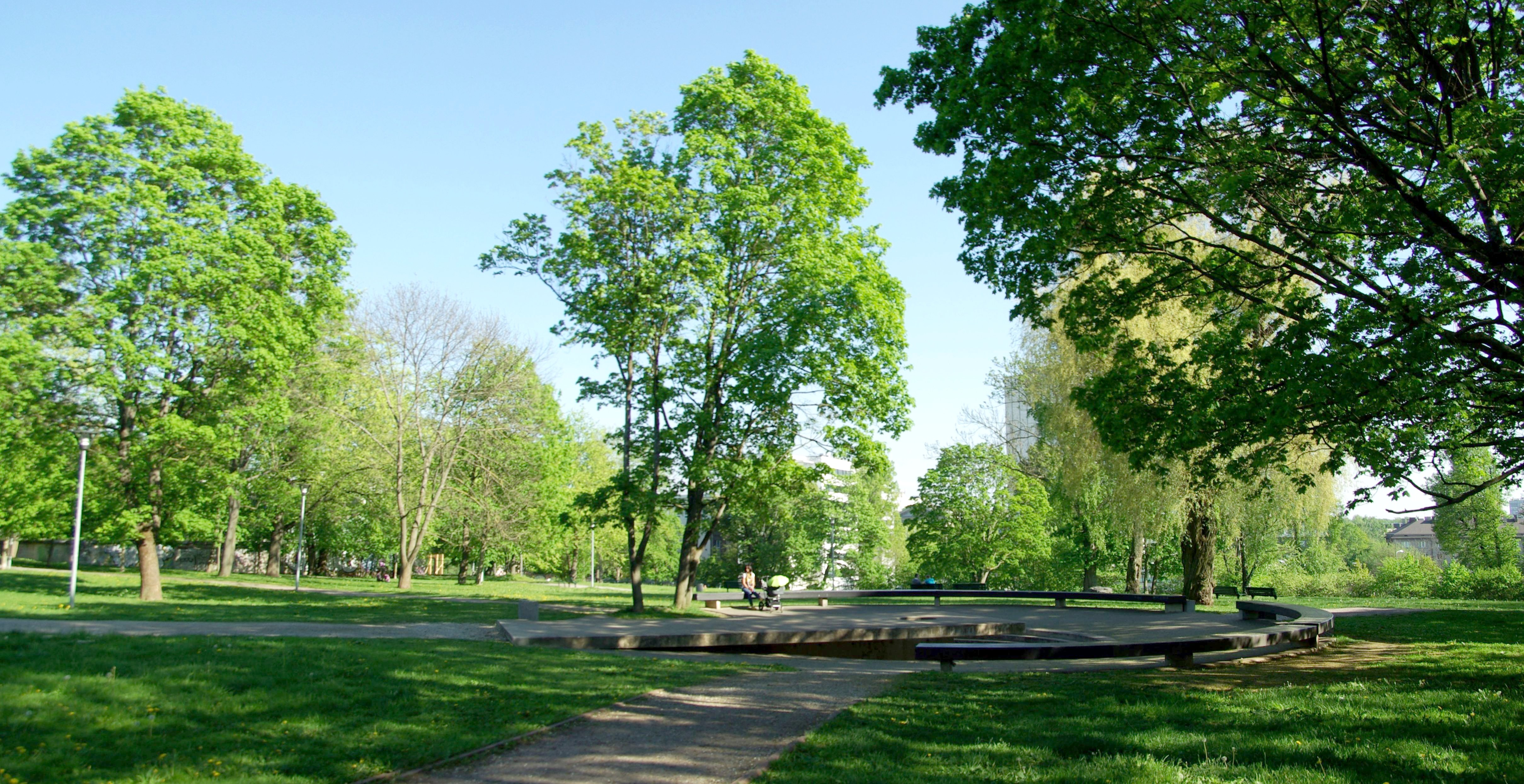
Зона отдыха (амфитеатр)
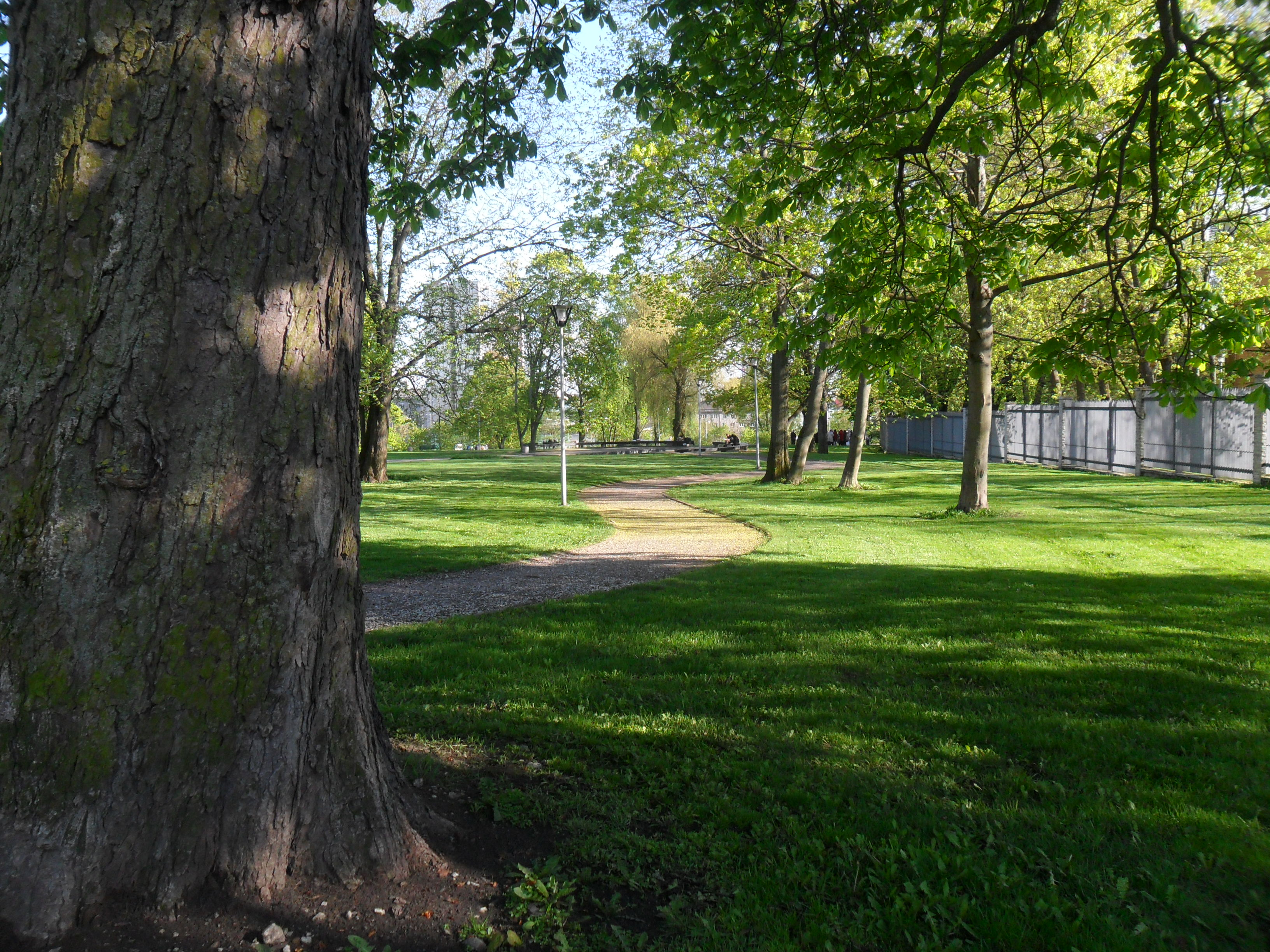
Старые и молодые деревья
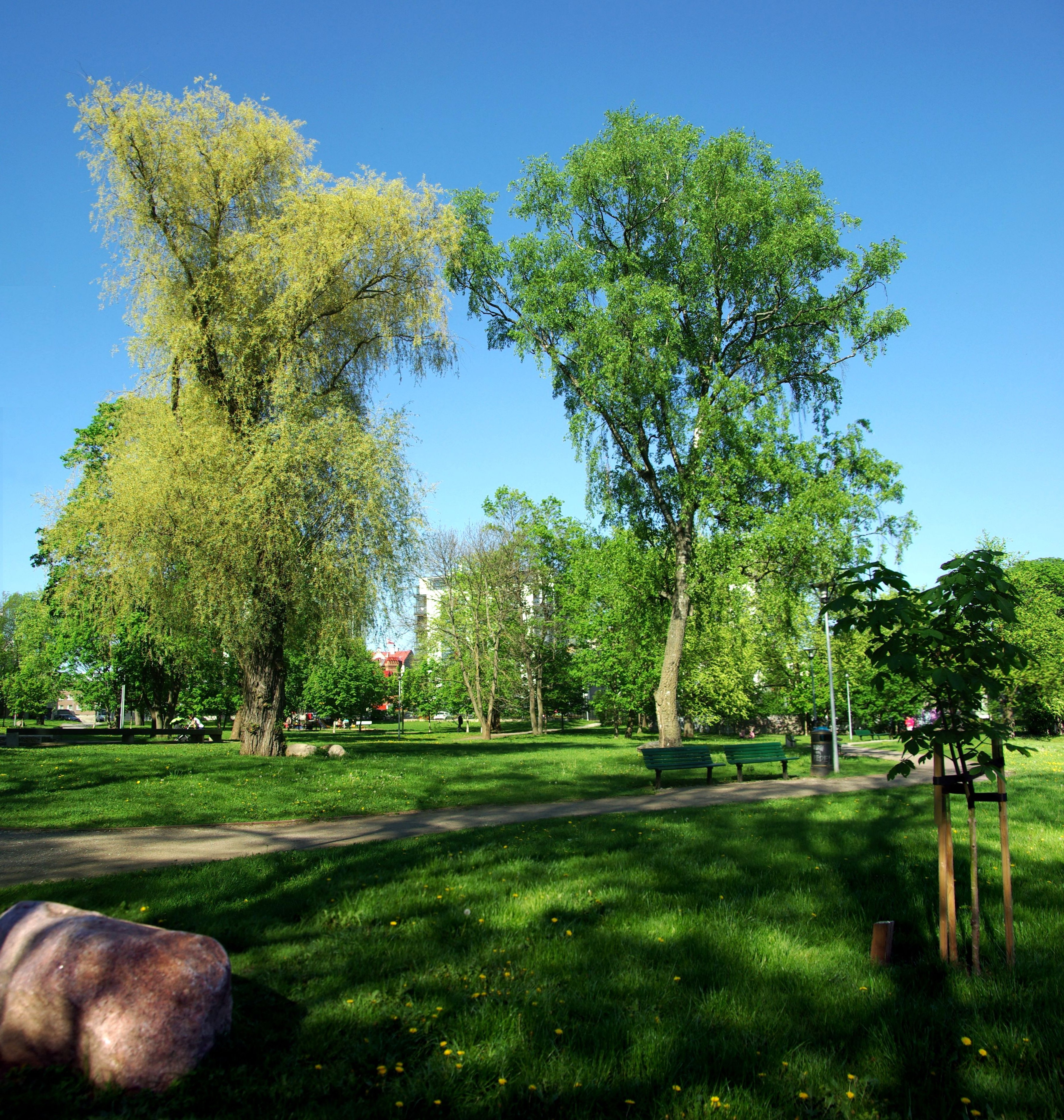
Парк в мае
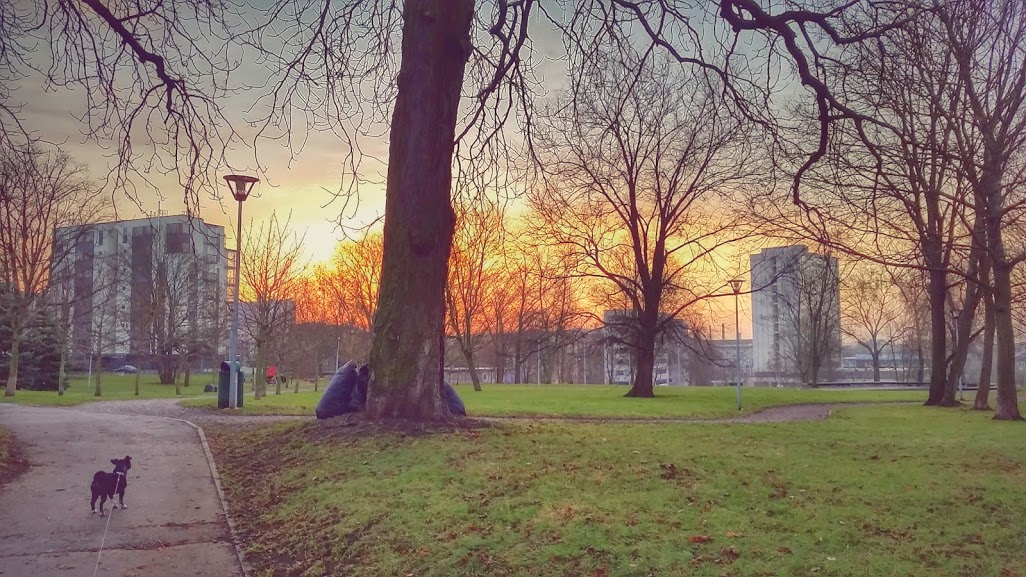
Октябрьский закат